# Hartmut Michel
Hartmut Michel (Ludwigsburg, 18 luglio 1948) è un biochimico tedesco, vincitore, insieme a Robert Huber e Johann Deisenhofer, del premio Nobel per la chimica nel 1988, per «la determinazione della struttura tridimensionale di un centro di reazione fotosintetico».

## Biografia

### Studi
Hartmut Michel nasce il 18 luglio 1948 a Ludwigsburg. Dopo aver assolto il servizio militare, studia biochimica all'Università di Tubinga. Durante l'ultimo anno, lavora presso il laboratorio di Dieter Osterhelt sull'attività dell'ATPasi degli Halobacteria.
Nel 1986 riceve il Premio Gottfried Wilhelm Leibniz, assegnato dal Deutsche Forschungsgemeinschaft, un importante centro di ricerca tedesco.

### Il Nobel
In seguito, studia la cristallizzazione delle proteine di membrana, essenziale per il loro ruolo nella determinazione della struttura dei complessi proteici attraverso la diffrattometria a raggi X.
Riceve il premio Nobel insieme a Johann Deisenhofer e Robert Huber (1988). I tre riescono a determinare la struttura tridimensionale di un complesso di proteine che si trova in alcuni batteri fotosintetici. Questo complesso, denominato centro di reazione fotosintetica, gioca un ruolo cruciale nel dare il via a un semplice processo di fotosintesi.

## Cariche accademiche
Dal 1987, Michel è direttore del dipartimento di Biologia Molecolare della Membrana all'Istituto Max Planck di biofisica di Francoforte sul Meno e professore di biochimica all'Università Johann Wolfgang Goethe, sempre a Francoforte.